# Milorad Trbić
 Milorad Trbić és un antic militar serbi de Bòsnia, responsable junt amb altres oficials de la matança de Srebrenica. Va néixer el 22 de febrer de 1958 a Ponijevo (Zenica), i dins l'Exèrcit serbi de Bòsnia (VRS) fou oficial del 3r batalló de la Brigada Zvornik. Acusat de crims contra la humanitat pel Tribunal Penal Internacional per a l'antiga Iugoslàvia (ICTY), va ser detingut i transferit per ser jutjat pel Tribunal de Bòsnia i Hercegovina. El seu judici va començar a Sarajevo el 8 de novembre de 2007. Va ser declarat culpable de genocidi i condemnat a 30 anys de presó.